# Ente (diritto)
Ente (dal latino ens, participio presente del verbo esse, 'essere') è un termine utilizzato in diritto viene talora come sinonimo di persona giuridica, altre volte con un significato più ampio.

## Significato concettuale
Nel linguaggio giuridico moderno si preferisce dare al termine ente un significato più ampio di quello di persona giuridica, riferendosi in generale a un'organizzazione di persone o di beni che assume una qualche rilevanza per l'ordinamento giuridico. L'organizzazione di persone o di beni è il cosiddetto elemento materiale della persona giuridica, necessario ma non sufficiente per la sua esistenza, dovendo anche sussistere il cosiddetto elemento formale, ossia il riconoscimento. Peraltro, anche un'organizzazione priva di tale elemento formale può essere presa in considerazione dall'ordinamento, che gli può in particolare attribuire una certa autonomia patrimoniale, ossia una separazione, anche se non completa, tra il patrimonio a essa riferibile e quello di altri soggetti del diritto.
In quest'ultima accezione possono essere fatti rientrare nel concetto di ente:
- le persone giuridiche;
- le organizzazioni private che non hanno ottenuto il riconoscimento e quindi non sono persone giuridiche (i cosiddetti enti di fatto);
- le organizzazioni pubbliche, prive di personalità giuridica e parti di un ente pubblico più ampio, alle quali l'ordinamento riconosce una certa autonomia.

Quando l'ordinamento attribuisce a enti, pur privi di personalità giuridica, un certo grado di autonomia patrimoniale essi, secondo una diffusa teoria, possono comunque essere considerati soggetti di diritto.

## Utilizzo
Il termine ente viene utilizzato, come sinonimo di persona giuridica, nelle espressioni:
- ente morale, vecchia denominazione – oramai di utilizzo marginale – delle persone giuridiche[1];
- ente pubblico, che indica le persone giuridiche create secondo le norme del diritto pubblico[2];

- ente ecclesiastico, che nell'ordinamento italiano indica le persone giuridiche che perseguono fini di religione o di culto, sorte nell'ambito della Chiesa cattolica o delle altre confessioni religiose e riconosciute dallo stato;
- ente privato.